# Eaten Alive
Eaten Alive (també estrenada amb els títols alternatius de Death Trap, Horror Hotel, i Starlight Slaughter) és una pel·lícula de terror estatunidenca, dirigida per Tobe Hooper i estrenada al maig de 1977. Va ser protagonitzada per Neville Brand, Roberta Collins, Robert Englund, William Finley, Marilyn Burns, Janus Blythe i Kyle Richards.

## Sinopsi
Un estrany pagès, amo d'un hotel en ruïnes a l'est de Texas, té una mascota bastant inusual: un gegantesc cocodril. Qualsevol persona que es creui en el seu camí irremeiablement acabarà convertit en el sopar de la seva perillosa mascota.

## Repartiment
- Neville Brand - Judd
- Mel Ferrer - Harvey Wood
- Carolyn Jones - Miss Hattie
- Marilyn Burns - Faye
- William Finley - Roy
- Stuart Whitman - comissari Martin
- Roberta Collins - Clara Wood
- Kyle Richards - Angie
- Robert Englund - Buck
- Crystin Sinclaire - Libby Wood
- Janus Blythe - Lynette

## Producció
Treballant sota el títol Death Trap, Eaten Alive va ser filmada completament als estudis Raleigh a Hollywood, Califòrnia, que tenien una piscina a gran escala que podia duplicar-se com a pantà. El rodatge en un escenari sonor en lloc d'una ubicació pràctica va contribuir a l'atmosfera de la pel·lícula, que el director Tobe Hooper va qualificar de "món crepuscular i surrealista". No obstant això, la pel·lícula finalment va resultar problemàtica per al director, que va deixar el conjunt poc abans de finalitzar la producció, a causa d'una disputa amb els productors. Però la bona relació de Hooper amb els seus actors es va mantenir intacta. Posteriorment, el director va recordar com va treballar amb l'actor Neville Brand per desenvolupar el personatge de Judd, declarant: "Va entendre exactament el que estava fent".
Adaptada per a la pantalla pel coescriptor de The Texas Chain Saw Massacre Kim Henkel, la trama es basava molt llunyanament en la història de Joe Ball (també conegut com el Barba Blava del Sud de Texas o Alligator Man)) que era propietari d'un bar amb l'atracció d'un cocodril viu durant els anys 30 a Elmendorf, Texas. Durant aquest temps, Ball va cometre alguns assassinats de dones, i la llegenda deia que es va desfer dels cossos de les seves víctimes llençant-los als seus caimans, però mai no es va demostrar.

## Censura
Tot i que fou estrenada amb retallades als cinemes d'Anglaterra el 1978, quan Eaten Alive va ser editada en vídeo casolà per VIPCO sota el títol Death Trap de 1982, la pel·lícula es va convertir en un dels primers dels anomenats "video nasties" a ser processats sota la Llei de publicacions Obscenes de 1959. La seva violència gratuïta es va convertir en el punt focal de moltes crítiques socials al Regne Unit, inclosa una croada molt vocal per a la minoria moral Mary Whitehouse i, per tant, totes les còpies de vídeo van ser retirades de les botigues minoristes. Quan la pel·lícula es va tornar a publicar finalment en VHS el 1992, el BBFC va editar aproximadament 25 segons del metratge original. La pel·lícula es va llançar finalment en la seva versió sense talls en DVD el 2000.

## Recepció crítica
A Rotten Tomatoes, la pel·lícula té una qualificació d'aprovació del 29% basada en 14 ressenyes, amb una qualificació mitjana ponderada de 4,4 / 10.
Dennis Schwartz d' Ozus' World Movie Reviews va donar a la pel·lícula un grau C +, escrivint: "Això és força el contrari d'una pel·lícula de Hollywood, ja que Hooper podria tenir menys cura que hauria rodat una pel·lícula tan inquietant que la feia de durada incòmode. Hooper ens condueix per un camí diferent del que el habitual, un macabre i horrible film de terror, no el converteix en una pel·lícula especial que valgui la pena cercar-la, només per aquells que tinguin una curiositat mòrbida per la sordidesa". TV Guide va atorgar a la pel·lícula dues de les cinc estrelles, afirmant "Encara que Eaten Alive no és tan inusual o aterridora com Texas Chainsaw, Hooper fa un bon treball per construir l'atmosfera gòtica surenya i continua amb el seu brillant ús del so per millorar el sentit de malestar i suspens." Keith Phipps de The A.V. Club va ser crític amb les pel·lícules, afirmant que la pel·lícula no tenia la fantàstica plausibilitat i la elegància de la motoserra de Hooper.
No obstant això, no totes les ressenyes de la pel·lícula van ser negatives. Ken Hanke de Slant Magazine va tornar a representar la pel·lícula com una obra mestra incompresa, que capturava "la bogeria de l'altre món de la mort de la marca amateur de la nit de Dixie del somni americà." Bill Gibron de PopMatters va valorar la pel·lícula amb 6/10 estrelles, destacant el guió descurat de la pel·lícula, la poca il·luminació i la manca de sentit narratiu. No obstant això, Phillips va afirmar que la pel·lícula era "tan innegablement inepta, tan horrorosa, que era tan genialment maldestre".